# Scrollen

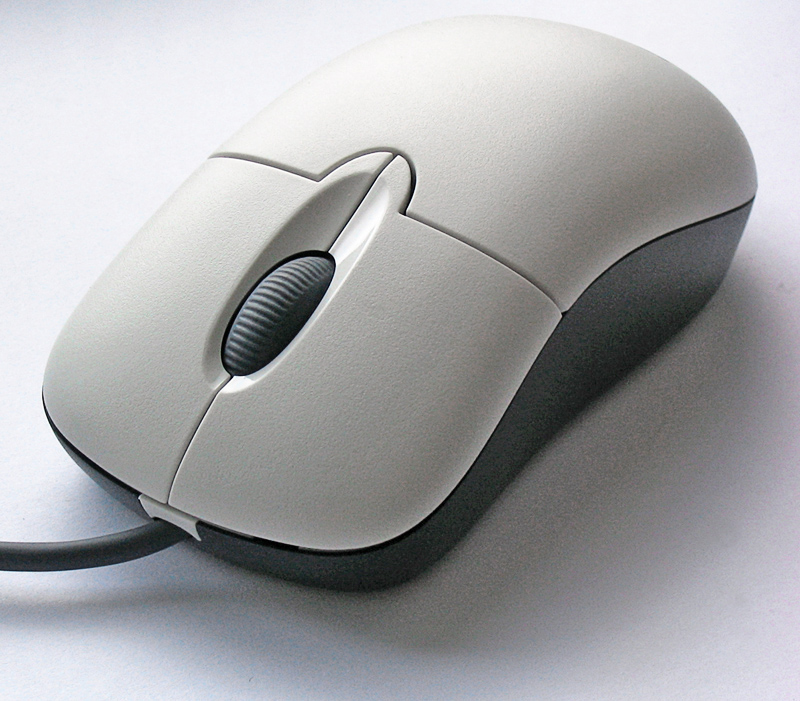
Computermuis met scrollwieltje

Het werkwoord scrollen (uit het Engels: scroll = boekrol) wordt gebruikt als aanduiding voor het verschuiven van de weergegeven inhoud op een beeldscherm van een computer of mobiel apparaat zoals een tablet of smartphone.

## Ontstaan
De oudste computerterminals werkten als een schrijfmachine en drukten in- en uitvoer op een strook kettingpapier. Het resultaat was een verslag van een terminalsessie.
In de jaren 70 verschenen de eerste beeldschermterminals. Deze gedroegen zich meestal net zo als een schrijfmachine. De tekst verschijnt op de onderste regel van het scherm. Wordt het signaal LF (='linefeed', nieuwe regel) ontvangen, dan schuiven alle regels op het scherm een plaats naar boven. Zodoende gedraagt de beeldschermterminal zich net als een schrijfmachineterminal, met het verschil dat bij de vroegste terminals alleen de laatste 16 à 24 regels bewaard bleven.
Dit opschuiven van de op de terminal weergegeven tekst wordt scrollen genoemd. Bij de oudste beeldschermterminals geschiedde het scrollen sprongsgewijs. Modernere terminals zijn in staat de tekst geleidelijk te bewegen (smooth scrolling).
Verder gaat bij de oudste terminals de tekst verloren die aan de bovenkant van het scherm verdwijnt. Modernere terminals hebben een groter geheugen en knoppen waarmee men terug kan scrollen. De tekst die aan de bovenkant van het scherm verdwijnt, blijft nog enige tijd in het geheugen staan en kan worden teruggeroepen door terug te scrollen.

## Huidig gebruik
Bij moderne computers en besturingssystemen als Windows, macOS en Linux bestaat scrolling ook. Hierbij denkt men aan een venster dat te klein is om de benodigde gegevens te bevatten. Aan de zijkant verschijnt dan een schuifbalk, waarmee de inhoud van het venster in beide richtingen kan worden bewogen. Deze schuifbalk kan meestal ook met het wieltje van de muis worden bediend.
Ook bij mobiele apparaten zoals smartphones en tablets is het mogelijk om te scrollen. Bij aanraakschermen worden hiervoor de vingers gebruikt in plaats van de muis.

## Scrollwieltje
Dit scrollwieltje op de muis (of soms op het toetsenbord zelf, bijvoorbeeld bij laptops met een keypad) is doorgaans softwarematig programmeerbaar om de scrollsnelheid te regelen. Geavanceerde computermuizen en software hebben soms ook autoscrollfunctionaliteit, waarbij de scrollbeweging kan worden geregeld door na een muisklik de muis zelf te bewegen in plaats van het wieltje. Dit is met name bedoeld om overbelasting van de wijsvinger op het scrollwieltje te voorkomen bij het scrollen van grote hoeveelheden tekst of grote webpagina's.

## Woordgebruik
Tegenwoordig wordt de term scrollen niet enkel gebruikt om het softwarematig opschuiven door de computer te omschrijven, maar ook om de activiteit van de computergebruiker zelf te omschrijven die middels zijn muis de scherminhoud omhoog, omlaag (het verticaal scrollen) of zelfs zijwaarts (het horizontaal scrollen) kan laten bewegen.